# Eichler
Eichler is een historisch Duits merk van motorfietsen en scooters.
De bedrijfsnaam was: Eichler & Co., Berlin.
Eichler groeide al snel uit tot een van de grotere producenten van lichte, goedkope motorfietsen in Duitsland, waarschijnlijk omdat men al zo kort na de Eerste Wereldoorlog, in 1920, startte. Het bedrijf bouwde zelf de frames, maar gebruikte inbouwmotoren van 119-, 145- en 173 cc van DKW en van 129- en 149 cc van Bekamo.
Eichler bouwde tevens de Golem en Lomos scooters met DKW-motoren, waarschijnlijk in opdracht van DKW.
De in de jaren 1923-1924 gebouwde 145- en 173 cc-modellen werden onder de firmanaam Eichler & Bachmann gebouwd en onder de merknaam Fifi verkocht.
Na een familieruzie vertrok oprichter Ernst Eichler om zijn eigen merk te beginnen.
In 1923 was echter een enorm aantal bedrijven begonnen met de productie van vergelijkbare (goedkope) motorfietsen. De concurrentie werd enorm en in 1925 verdwenen ruim 150 van deze merken van de markt, waaronder ook Eichler en Ernst Eichler.